# Omphalodes chiangii
Omphalodes chiangii är en strävbladig växtart som beskrevs av Larry C. Higgins. Omphalodes chiangii ingår i släktet lammtungor, och familjen strävbladiga växter. Inga underarter finns listade i Catalogue of Life.